# Кыпчак (племя)
Кыпчак
 (иногда кыпсак или кипчак, баш. ҡыпсаҡ, ног. кыпшак, тат. кыпчак) — ногайское,, средневековотатарское, а позже и башкирское племя тюрко-монгольского происхождения в составе кипчакских племён, участвовавшее в этногенезе башкир, ногайцев и татар. После падения татарских ханств стали записываться русской администрацией в военноеслужилое сословие «особых башкирцев» (отсюда «асаба башкорт»).

## Происхождение
Этническое происхождение кыпчаков связывают с средневековыми половцами. Ю. А. Евстигнеев также считает, что этническую основу кыпчаков-башкир составили средневековые токсоба. 
Как полагают исследователи, куны в составе половцев были отуреченною ветвью монгольского народа, пришельцами из Восточной Азии, появившимися в Европе между 1030 и 1049 гг. В. В. Бартольд писал, что куны, как предполагается, народ в основе монгольского происхождения. По некоторым данным (в том числе, по географии расселения) можно предположить, что куны были более монголоидны, чем половцы и, тем более, куманы. По сообщению Ибн Халдуна, они имели татарское (монгольское) происхождение. 
На северо-западе Южного Приуралья элитная часть кыпчаов восходила к древним татарам, перед монгольским завоеванием сохранявшим татарскую идентичность , что позволяет видеть в их потомках часть средневековых татар.

## История расселения
В преданиях и шежере говорится, что предки кыпчаков пришли с Азовского моря и поселились в Приуралье, перейдя через реку Итиль». В конце XVI – начале XVII века кипчаки широко расселились по всему Приуралью.
Ныне территория расселения племени входит в Абзелиловский, Альшеевский, Баймакский, Белорецкий, Бижбулякский, Бурзянский, Гафурийский, Зианчуринский, Зилаирский, Илишевский, Ишимбайский, Кугарчинский, Куюргазинский, Мелеузовский, Миякинский, Хайбуллинский районы Республики Башкортостан; Абдулинский, Александровский, Гайский, Красногвардейский, Кувандыкский, Матвеевский, Новосергиевский, Октябрьский, Переволоцкий, Саракташский, Тоцкий, Тюльганский районы Оренбургской области; Большеглушицкий, Большечерниговский районы Самарской области; Перелюбский, Пугачёвский районы Саратовской области; Азнакаевский и Актанышский районы Республики Татарстан.